# Litchborough
Litchborough es un pueblo y una parroquia civil del distrito de South Northamptonshire, en el condado de Northamptonshire (Inglaterra).

## Demografía
Según el censo de 2001, Litchborough tenía 300 habitantes (148 varones y 152 mujeres). 68 de ellos (22,66%) eran menores de 16 años, 218 (72,66%) tenían entre 16 y 74, y 14 (4,66%) eran mayores de 74. La media de edad era de 37,77 años. De los 232 habitantes de 16 o más años, 54 (23,28%) estaban solteros, 155 (66,81%) casados, y 23 (9,91%) divorciados o viudos. 151 habitantes eran económicamente activos, 146 de ellos (96,69%) empleados y otros 5 (3,31%) desempleados. Había 4 hogares sin ocupar, 114 con residentes y 3 eran alojamientos vacacionales o segundas residencias.
| 302                         | 311 | 393 | 415 | 408 | 418 | - | - | 348 | 334 | 293 | 258 | 246 | 222 | - | 247 | 222 |
| (Fuente: Vision of Britain) |     |     |     |     |     |   |   |     |     |     |     |     |     |   |     |     |